# Hatur
Hatur war ein rumänisches Längenmaß.
- 1 Hatur = 12 Nothale ≈ 0,25 Zentimeter
- 12 Haturi = 1 Palmacu = 3,032 Zentimeter (in der Dobrudscha)
- 300 Haturi = 1 Arsin